# Bataille de la Monongahela
 (septembre 2022).
Si vous disposez d'ouvrages ou d'articles de référence ou si vous connaissez des sites web de qualité traitant du thème abordé ici, merci de compléter l'article en donnant les références utiles à sa vérifiabilité et en les liant à la section « Notes et références ».
 (novembre 2012).
Guerre de Sept Ans
Batailles
- Minorque (navale) (1756)
- Pirna (1756)
- Lobositz (1756)
- Reichenberg (1757)
- Prague (1757)
- Kolin (1757)
- Hastenbeck (1757)
- Gross-Jägersdorf (1757)
- Moys (1757)
- Rochefort (1757)
- Rossbach (1757)
- Breslau (1757)
- Leuthen (1757)
- Carthagène (navale) (1758)
- Olomouc (1758)
- Saint-Malo (1758)
- Rheinberg (1758)
- Krefeld (1758)
- Domstadl (1758)
- Cherbourg (1758)
- Zorndorf (1758)
- Saint-Cast (1758)
- Tornow (1758)
- Lutzelberg (1758)
- Hochkirch (1758)
- Bergen (1759)
- Kay (1759)
- Minden (1759)
- Kunersdorf (1759)
- Neuwarp (navale) (1759)
- Hoyerswerda (1759)
- Baie de Quiberon (navale) (1759)
- Maxen (1759)
- Meissen (1759)
- Glatz (1760)
- Landshut (1760)
- Corbach (1760)
- Emsdorf (1760)
- Dresde (1760)
- Warburg (1760)
- Liegnitz (1760)
- Rhadern (1760)
- Berlin (1760)
- Kloster Kampen (1760)
- Torgau (1760)
- Belle-Île (1761)
- Langensalza (1761)
- Cassel (1761)
- Grünberg (1761)
- Villinghausen (1761)
- Ölper (1761)
- Kolberg (1761)
- Wilhelmsthal (1762)
- Burkersdorf (1762)
- Lutterberg (1762)
- Reichenbach (1762)
- Almeida (1762)
- Valencia de Alcántara (1762)
- Nauheim (1762)
- Vila Velha de Ródão (1762)
- Cassel (1762)
- Freiberg (1762)

- Jumonville Glen (1754)
- Fort Necessity (1754)
- Fort Beauséjour (1755)
- 8 juin 1755
- Monongahela (1755)
- Petitcoudiac (1755)
- Lac George (1755)
- Fort Bull (1756)
- Fort Oswego (1756)
- Kittanning (1756)
- En raquettes (1757)
- Pointe du Jour du Sabbat (1757)
- Fort William Henry (1757)
- German Flatts (1757)
- Lac Saint-Sacrement (1758)
- Louisbourg (1758)
- Le Cran (1758)
- Fort Carillon (1758)
- Fort Frontenac (1758)
- Fort Duquesne (1758)
- Fort Ligonier (1758)
- Québec (1759)
- Fort Niagara (1759)
- Beauport (1759)
- Plaines d'Abraham (1759)
- Sainte-Foy (1760)
- Neuville (1760)
- Ristigouche (navale) (1760)
- Mille-Îles (1760)
- Signal Hill (1762)

- Cap-Français (1757)
- Martinique (1759)
- Guadeloupe (1759)
- Dominique (1761)
- Martinique (1762)
- Cuba (1762)

- Chandernagor (1757)
- Plassey (1757)
- Gondelour (1758)
- Négapatam (navale) (1758)
- Condore (1758)
- Madras (1758)
- Pondichéry (navale) (1759)
- Masulipatam (1759)
- Chinsurah (1758)
- Wandiwash (1760)
- Pondichéry (1760-1761)
- Manille (1762)

- Saint-Louis (1758)
- Gorée (1758)
- Gambie

La bataille de la Monongahela est une victoire française qui met un terme à l'expédition Braddock, lors d'une tentative britannique infructueuse visant à prendre Fort Duquesne aux Français pendant l'été 1755 dans les mois qui précèdent la déclaration de la guerre de Sept Ans. L'expédition tient son nom du général Edward Braddock, qui commande alors les forces britanniques et y laisse la vie. La défaite de Braddock lors de cette bataille de la Monongahela est un revers majeur pour les Britanniques lors des premières étapes de la guerre avec la France. La défaite a vraisemblablement influencé la décision de déporter les Acadiens de la Nouvelle-Écosse.

## Contexte
Pour un article plus général, voir Expédition Braddock.

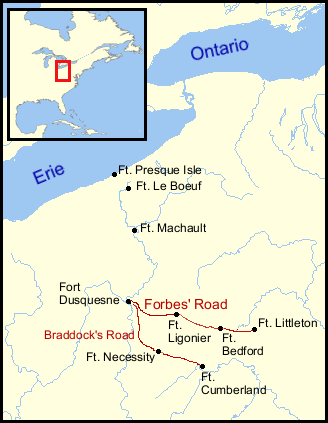
Positions des forts français et anglais entre 1753 et 1758.

L'expédition Braddock n'est qu'un élément d'une offensive britannique massive contre la France en Amérique du Nord lors de cet été. En tant que commandant en chef de la British Army en Amérique, le général Braddock mène l'attaque principale, à la tête de deux régiments (environ 1 300 hommes) et environ 500 hommes des milices des colonies britanniques en Amérique. Avec ses hommes, Braddock compte se saisir facilement de Fort Duquesne, puis continuer sur sa lancée pour prendre d'autres forts français et atteindre Fort Niagara. George Washington, âgé alors de vingt-trois ans, qui connaît bien la région, sert comme aide de camp volontaire du Général Braddock. Certaines sources indiquent que Washington commandait la milice de Virginie lors de l’expédition Braddock, mais les miliciens virginiens étaient plutôt commandés par le capitaine Adam Stephen, un vétéran de Fort Necessity. Cependant il est vrai que Washington commanda cette milice avant et après l'expédition. En tant qu'aide-de-camp volontaire, Washington servit essentiellement comme consultant sans grade et sans solde et avait en fait une autorité limitée.
Braddock tente de recruter des autochtones provenant de tribus qui ne sont pas alliées aux Français, sans succès, il ne rallie que huit Mingos qui sont utilisés comme éclaireurs. Nombre d’Indiens de la région, comme le chef delaware Shingas, restent neutres. Pris entre deux empires européens en guerre, les autochtones ne peuvent se permettre de se retrouver du côté du perdant, le succès ou la défaite de Braddock pouvant influer sur leur décisions.

## En route

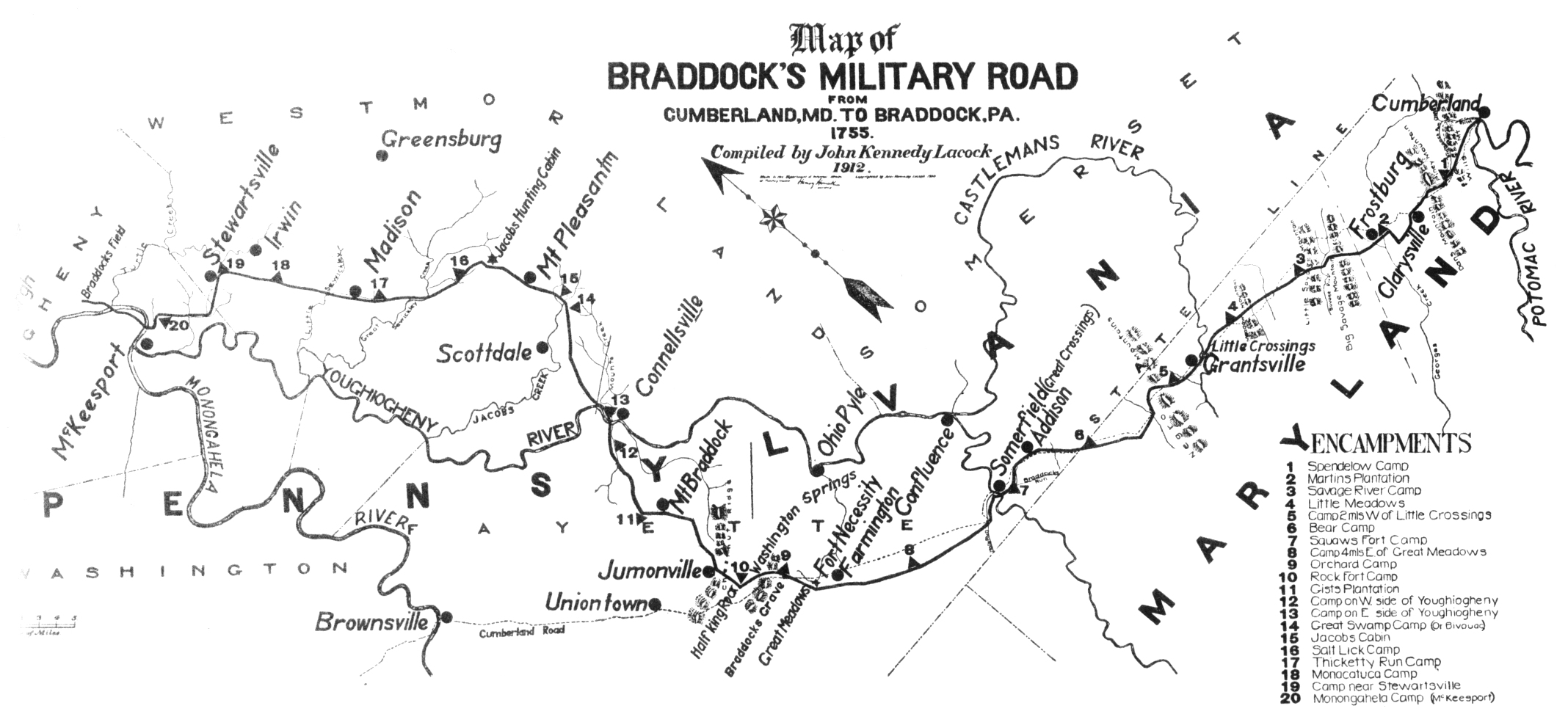
Route suivie par Braddock.

Quittant Fort Cumberland dans le Maryland le 29 mai 1755, l'expédition se trouve confrontée à un important problème de logistique : déplacer une troupe importante avec son équipement, ses provisions et surtout de très lourds canons, à travers la région fortement boisée des monts Allegheny et de l'Ouest de la Pennsylvanie, un voyage de presque 200 km. Braddock a reçu un fort soutien de Benjamin Franklin, qui l'a aidé à réunir des chariots et des provisions pour l'expédition. Parmi les conducteurs de ces chariots se trouvent deux hommes qui sont devenus des personnages de légende dans l'histoire américaine : Daniel Boone et Daniel Morgan. Parmi les Britanniques on trouve Thomas Gage, Charles Lee et Horatio Gates.
L'expédition progresse lentement, certains jours elle ne parcourt que trois kilomètres, créant lors de leur avance la Braddock's Road. Pour accélérer le mouvement, Braddock divise ses troupes en une « colonne volante » d'environ 1 500 hommes (sous son commandement), et une colonne de transport (commandée par le colonel Thomas Dunbar), qui se trouve bientôt loin derrière. Ils passent devant les ruines de Fort Necessity sur leur chemin, où les Français ont défait Washington l'été précédent. De petits groupes de Français et d’autochtones harcèlent les hommes de Braddock pendant leur marche, mais ce ne sont que des escarmouches mineures.
Pendant ce temps à Fort Duquesne, la garnison est composée d'environ 250 hommes des troupes régulières et de la milice canadienne et environ 640 alliés autochtones qui campent hors du fort. Les premières nations font partie de diverses tribus qui depuis très longtemps sont alliées des Français, comme les Outaouais, Ojibwas, et Potawatomis. Les commandants français, Jean-Daniel Dumas et Daniel Liénard de Beaujeu, qui reçoivent régulièrement des rapports des éclaireurs autochtones concernant l'avance des troupes britanniques, réalisant qu'ils ne pourront pas résister au canons de Braddock, décident de lancer une attaque préventive : une embuscade lors de la traversée par les troupes de Braddock de la Monongahela. Les alliés autochtones sont d'abord réticents à attaquer une force britannique aussi nombreuse, mais Beaujeu leur fait cadeau de tenues de combat et autres présents, ce qui les persuade de le suivre.

## Forces en présence
Les troupes françaises sont composées de :
- 216 soldats des troupes régulières ;
- 146 miliciens canadiens ;
- 637 autochtones outaouais, ojibwa et potawatomi.

Les troupes anglaises sont composées :
- 1 350 soldats des troupes régulières ;
- environ 1 000 miliciens et civils ;

Environ 1 300 prennent part au combat.

## La bataille

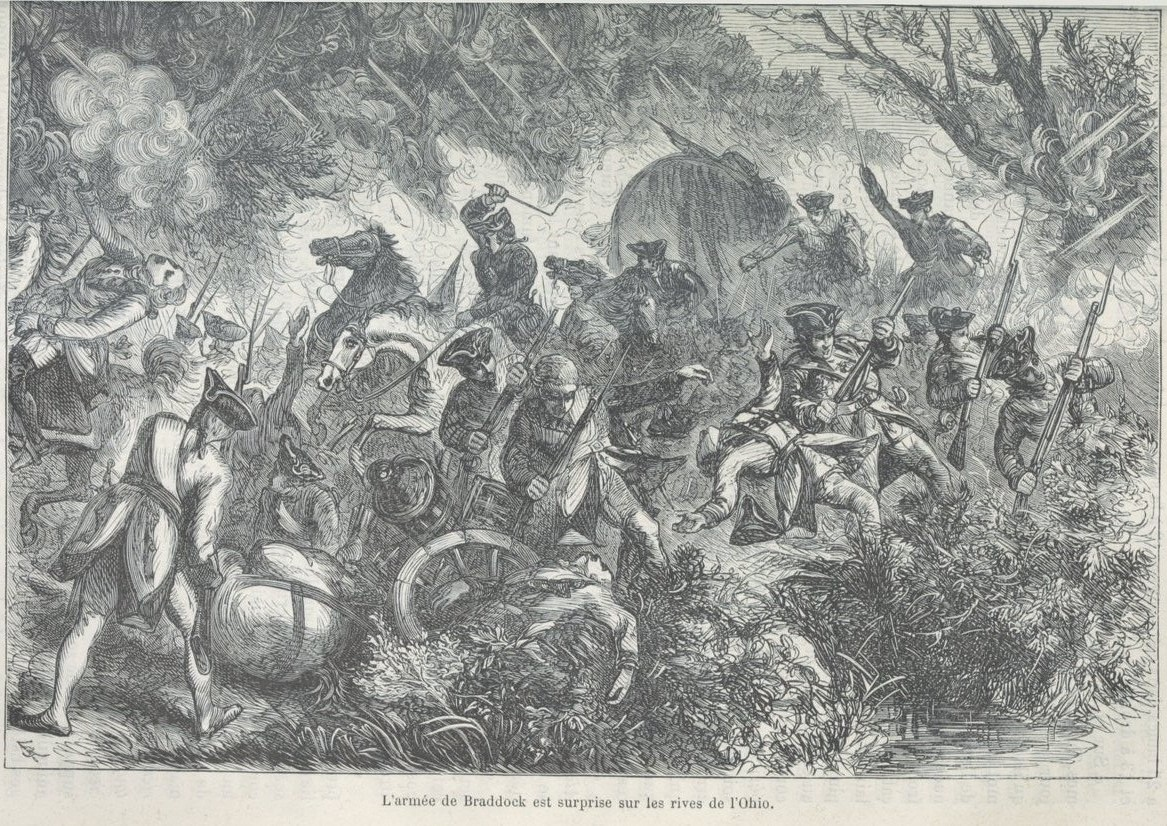
L'armée de Braddock attaquée par les autochtones et les Français (gravure de la fin du XIXe siècle).

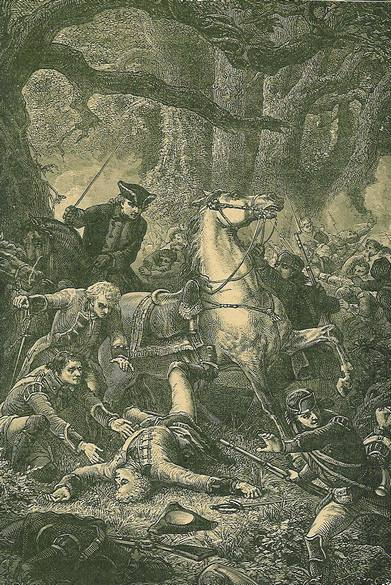
Gravure du XIXe siècle représentant la mort du Major-général Braddock lors de la bataille de la Monongahela.

Le 9 juillet 1755, les hommes de Braddock traversent la Monongahela sans rencontrer d'opposition, à environ quinze kilomètres de Fort Duquesne. L’avant-garde sous le commandement du lieutenant-colonel Thomas Gage continue son avance, et tombe sur les Français et les autochtones qui se précipitent vers la rivière mais arrivent trop tard pour tendre leur embuscade. Lors de la furieuse escarmouche avec les hommes de Gage, le commandant français, Daniel Liénard de Beaujeu, est tué, cependant, en apparence sa mort n'affecte pas les troupes françaises et leurs alliés autochtones qui poursuivent l'attaque.
La bataille, que l'on nomma ensuite la « bataille de la Monongahela » (ou simplement la « défaite de Braddock »), débute. 
La colonne de 1 500 hommes de Braddock fait face à moins de 900 Français et autochtones. La « bataille de la Monongahela », souvent décrite comme une embuscade, est en fait un engagement impromptu entre les deux forces en présence. 
La réaction vive des Français et des Indiens amenèrent nombre d'hommes de Braddock à croire à une embuscade. Cependant, les documents français attestent que leurs troupes et celles des autochtones étaient arrivées en retard pour préparer une embuscade et ont été tout aussi surprises que celles des Britanniques.
Après une forte résistance, l'avant-garde de Gage se replie. Il se heurte aux troupes de Braddock qui, ayant entendu la fusillade, se sont précipitées à leur secours. Il s'ensuit un chaos au sein de leur colonne alors que les miliciens canadiens et les autochtones tirent sur les Britanniques depuis des arbres et des ravines sur les bas-côtés du chemin. À ce moment les troupes régulières françaises commencent leur avance par le chemin pour repousser les Anglais. 
Suivant l'exemple de Braddock, les officiers s'efforcent de rassembler leur troupes pour les remettre en ordre de bataille sur le chemin, la plupart du temps en vain, offrant simplement des cibles faciles à leurs adversaires. Les Britanniques tentent même d'utiliser le canon qui n'a que peu d'effet sur cette route entourée d'une épaisse forêt. La milice coloniale qui accompagne les Britanniques fuit ou se met à couvert et renvoie un feu nourri. Dans la confusion qui règne, certains des miliciens qui tirent depuis la forêt sont pris pour des ennemis par les Britanniques qui ouvrent le feu sur eux.
Finalement, après trois heures de combat intense, Braddock est abattu sur son cheval et la résistance s'effondre. Cependant, George Washington, qui n'a aucune fonction officielle dans la chaîne de commandement, parvient à maintenir un certain ordre dans l’arrière-garde, ce qui permet à l'avant-garde de se replier. Ceci lui vaut le surnom de « Hero of the Monongahela » ainsi que des louanges et établit son aura par la suite.
Au coucher du soleil, les troupes britanniques et américaines se replient le long de la route qu'ils ont construite. Braddock meurt de ses blessures durant la retraite, le 13 juillet, puis il est enterré à Fort Necessity.
Sur les 1 460 hommes de Braddock, 456 ont été tués et 421 blessés. Les officiers furent les cibles principales sur 86, 63 furent tués ou blessés. Sur environ 50 femmes qui accompagnaient la colonne, comme cantinières, seules 4 survécurent. Les quelque 250 Français et Canadiens comptèrent 8 morts et 4 blessés ; leurs 637 alliés autochtones, 15 morts et 12 blessés. 
Le colonel Dunbar, avec ses troupes d'arrière-garde, prend le commandement lorsque les survivants les rejoignent. Il ordonne la destruction des provisions et des canons avant de se replier, brûlant sur place quelque 150 chariots. À ce moment pourtant, les troupes britanniques démoralisées et désorganisées sont toujours largement supérieures en nombre aux troupes françaises qui ne se sont même pas risquées à les poursuivre.

## Conséquences
La défaite de Braddock lors de la bataille de la Monongahela est un évènement important pour les gens de la région. Les Français et leurs alliés autochtones prirent la haute main dans la lutte pour le contrôle de l'Ohio Country, et une guerre féroce s'engagea alors sur la frontier. Les autochtones de la région qui étaient plutôt enclins à la neutralité dans ce conflit durent choisir leur camp et les colons de Pennsylvanie et de Virginie se retrouvaient dès lors sans la protection de soldats de métier et durent s'organiser pour se défendre eux-mêmes. Cette guerre brutale sur la frontier continua jusqu'à ce que les Français abandonnent Fort Duquesne après l'expédition réussie du général John Forbes en 1758.
Une autre conséquence notable de la défaite de Braddock fut son effet sur la réputation de George Washington. Washington, malgré son état de santé précaire avant la bataille, s'y distingua par son calme et son courage sous le feu de l'ennemi. Il émergea du désastre comme le héros militaire de la Virginie.
Par ailleurs, les Français saisirent un grand nombre de documents indiquant des plans d'attaques anglais contre les forts Frontenac, Niagara et Saint-Frédéric sur le lac Champlain qui menèrent 2 mois plus tard à la bataille du lac George.
Finalement, la défaite a vraisemblablement influencé le conseil législatif de la Nouvelle-Écosse à approuver la décision du gouverneur Charles Lawrence de déporter les Acadiens.

## Débat
Le débat de savoir comment Braddock, avec des soldats de métier, supérieurs en nombre et mieux armés, avait pu faillir si misérablement commença sitôt après la bataille et persiste aujourd'hui encore. Certains blâmèrent Braddock ou ses officiers, d'autres les troupes régulières britanniques ou la milice coloniale. George Washington, pour sa part, soutint Braddock et mit la faute sur les troupes régulières.
Les tactiques de Braddock font toujours débat. Une école soutient que Braddock appliquait les méthodes de combat européennes de l'époque, où les hommes se tenaient côte à côte échangeant des volées de plombs à l'unisson, ce qui n'était pas approprié dans le contexte de la frontier et lui coûta la victoire. La tactique des escarmouches que les colons américains avaient appris de leurs luttes sur la frontier, où les hommes se mettaient à couvert et faisaient feu individuellement (« à l'indienne »), était bien supérieure dans l'environnement sauvage américain.
Une interprétation moins commune, mais qui a sans doute la faveur des historiens militaires, veut que l'efficacité d'un feu nourri à l'européenne était incomparable lorsqu'il était proprement exécuté et que la supériorité de la tactique de la frontier est un mythe américain. Selon les partisans de cette théorie, Braddock n'échoua pas parce qu'il n'avait pas appliqué les méthodes de combat de la frontier, mais parce qu'il n'avait pas appliqué la doctrine militaire traditionnelle, en particulier celle d'une reconnaissance en profondeur du terrain hostile.

### Sources et bibliographie
- (en) Cet article est partiellement ou en totalité issu de l’article de Wikipédia en anglais intitulé « Braddock Expedition » (voir la liste des auteurs).
- Gaston Deschênes et Denis Vaugeois, Vivre la Conquête, tome 1, les éditions du Septentrion, Québec, 2013, 264 p. [présentation en ligne].
- Gaston Deschênes et Denis Vaugeois, Vivre la Conquête, tome 2, les éditions du Septentrion, Québec, 2014, 320 p. [présentation en ligne].
- Jonathan Dull, La Guerre de Sept Ans, Bécherel, coll. « Les Perséides », 2009
- Edmond Dziembowski, La guerre de Sept Ans, Paris, éditions Perrin, coll. « Tempus », 2018, 851 p. (ISBN 978-2-262-07502-6)
- Guy Frégault, La Guerre de la Conquête, Montréal, Fides, 2009, 514 p. (ISBN 978-2-7621-2989-2)
- Laurent Veyssière (dir.) et Bertrand Fonck (dir.), La guerre de Sept Ans en Nouvelle-France, Québec, Septentrion (Canada) et PUPS (France), 2012, 360 p. (ISBN 978-2-89448-703-7)
- Francis-J. Audet, Jean-Daniel Dumas, le héros de la Monongahéla esquisse biographique, Montréal : G. Ducharme, 1920 (OCLC 53677257).
- John Gilmary Shea, Relations diverses sur la bataille du Malangueulé : gagné le 9 juillet, 1755, par les François sous M. de Beaujeu, commandant du fort du Quesne sur les Anglois sous M. Braddock, général en chef des troupes angloises, Nouvelle York, De la Presse Cramoisy, 1860 (OCLC 15760312).
- (en) René Chartrand, Monongahela, 1754-1755 : Washington's Defeat, Braddock's Disaster, United Kingdom, Osprey Publishing, 2004  (ISBN 1-84176-683-6).
- (en) Francis Jennings, Empire of Fortune: Crowns, Colonies, and Tribes in the Seven Years War in America, New York, Norton, 1988  (ISBN 0-393-30640-2).
- (en) Paul E. Kopperman, Braddock at the Monongahela, Pittsburgh, PA, University of Pittsburgh Press, 1973  (ISBN 0-8229-5819-8).
- (en) Walter O'Meara, Guns at the Forks, Pittsburgh, PA, University of Pittsburgh Press, 1965  (ISBN 0-8229-5309-9).